# Билінов Олександр Йосипович
Олександр Йосипович Бейлін (1909, Катеринослав, Російська імперія - 1999) - український, потім ізраїльський письменник і журналіст.

## Біографія
Трудову діяльність розпочав в м. Дніпрі. Був журналістом. У 1934 прийнятий до Спілки письменників. В кінці 1930-х очолював обласну письменницьку організацію.
Учасник Великої Вітчизняної війни. Після закінчення війни повернувся до м. Дніпра. Уповноважений у справах правління СПУ по Дніпропетровській області (приступив до своїх обов'язків на цій посаді в 1945).
Публікувався в багатьох московських і республіканських журналах і видавництвах.
У 1997 переселився до Ізраїлю.

## Творчість
Літературний псевдонім Олександр Билінов придумали колеги-письменники Максим Рильський, Семен Скляренко, Михайло Тард при виданні в 1947 першої післявоєнної повісті.
Олександр Билінов - автор багатьох творів про війну, про робітничий клас, трудовий героїзм і ін.

## Вибрані твори
- «Первый выход»,
- «Старший брат»,
- «Рота уходит с песней»,
- «Пароль ДП-З»,
- «Чистая линия»,
- «Сады»,
- «Командиры»,
- «Запасной полк»,
- «Металлисты»,
- «Мосты возводятся вновь»,
- «Долг инженера»,
- «Доверие»,
- «Улицы гнева»,
- «Девушка из Зоннерберга»,
- «Выбор» и другие.

В Ізраїлі опублікував ряд новел і нарисів: «Пожарник», «Исключение», «Такой уж складки я солдат», «Ода Вольфсонам» та інші.

## Пам'ять
У 2003 в м. Дніпро відбулося урочисте відкриття меморіальної дошки на будинку, де жив і працював Олександр Билінов з 1948 по 1997.